# 黏性敷料
黏性敷料 (Adhesive dressings)，顧名思義，就是有黏性的敷料。

## 原理
敷料內層為紗布或纖織的墊，可吸收傷口排出液。

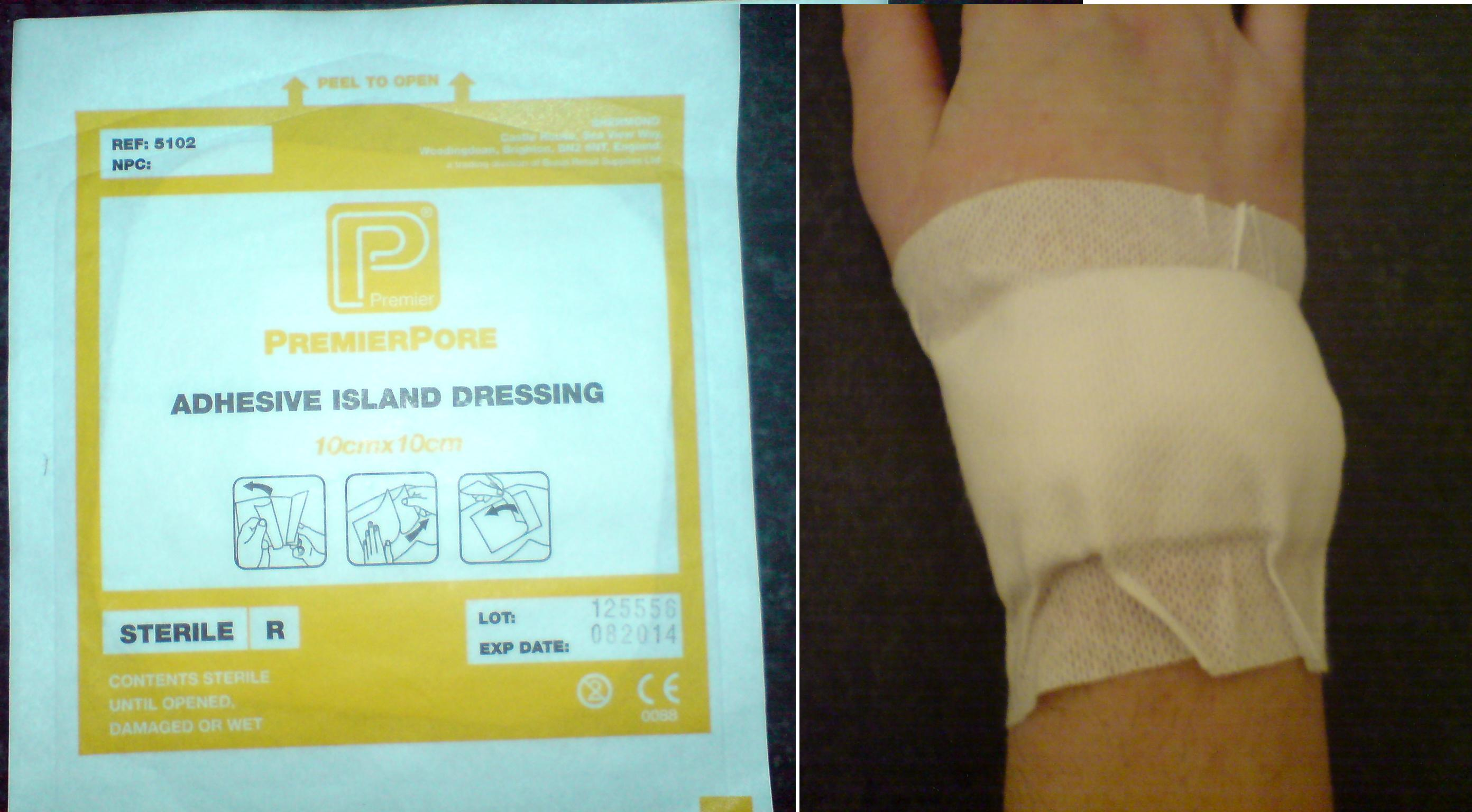
黏性敷料

其外層為黏性物質，具有小孔，可容許體液揮發而保持傷口乾爽。

## 處理方法
使用敷料前傷口應儘量乾爽。

此敷料應保存於清潔的紙袋或膠袋內。

## 參看
- OK繃
- 急救
- 急救包
- 包紮